# Антоніо Лопес де Санта-Анна
Антоніо Лопес де Санта-Анна, також відомий як Санта-Анна (повне ім'я, ісп. Antonio de Padua María Severino López de Santa Anna y Pérez de Lebrón), (нар. 21 лютого 1794 — пом. 21 червня 1876) — мексиканський політичний лідер, генерал, який значно вплинув на ранній мексиканський уряд, починаючи від участі у війні за незалежність від Іспанії, а потім займаючи президентську посаду одинадцять разів протягом своєї сорокарічної кар'єри.
У 1836 році, коли представники колоністів із США проголосили незалежність Техасу, очолив військову операцію проти сепаратистів, але потрапив у пастку і опинився в полоні. Санта-Анна змушений був підписати угоду про визнання самостійності Техасу. Нову державу одразу визнали і США. Натомість парламент Мексики угоду розірвав, позбавив президента посади і вигнав з країни.
Невдовзі Санта-Анні дозволили повернутися, бо почалася так звана Тістечкова війна з Францією. У сутичці біля Веракруса він був поранений картечним пострілом у руку та ногу. Частину ноги довелося ампутувати. Кінцівку урочисто поховали.
Після замирення з Парижем Санта-Анну знову обрали президентом. Проте вже невдовзі проти влади Мехіко повстали кілька областей, зокрема Юкатан. Санта-Анна втратив владу і втік, побоюючись за своє життя. У січні 1845 року він був затриманий групою індіанців у Хіко, переданий владі і ув'язнений. Йому зберегли життя, але довелося виїхати на Кубу.
Коли в 1846 році розпочалася війна із США, Санта-Анна отримав дозвіл повернутися, щоб очолити оборону країни. Він знову захопив президентську владу, але зазнав поразки на полі бою. Американські війська захопили Веракрус і з боями дійшли до Мехіко. Санта-Анна чергове втік з країни.
У 1848 році, вже без його участі, був укладений мирний договір, за яким Мексика відмовилася на користь США від північних областей, зокрема Техасу, Каліфорнії і Нью-Мексико.
В 1853 році консерватори знову запросили Санта-Анну до влади. Проте на посаді він звідзначився тим, що продав США територію площею 77 700 км² за 10 мільйонів доларів та проголосив себе довічним диктатором з титулом «його ясновеличності».
У 1854 році в місті Аютла спалахнуло повстання проти його влади, яке очолив місцевий губернатор. За лічені місяці рух переріс в революцію. Повстанців підтримали селяни, ремісники, міська голота, дрібна і середня буржуазія. Вже наступного року диктатура Санта-Анни була повалена.
Сам він знову вирушив на Кубу. Все майно колишнього президента було конфісковане.
Після Куби він жив у США та Колумбії.
Скориставшись загальною амністією, 1874 року повернувся на батьківщину. На той час він був вже калікою і майже втратив зір через катаракту.
Помер у Мехіко у злиднях.

## На посаді

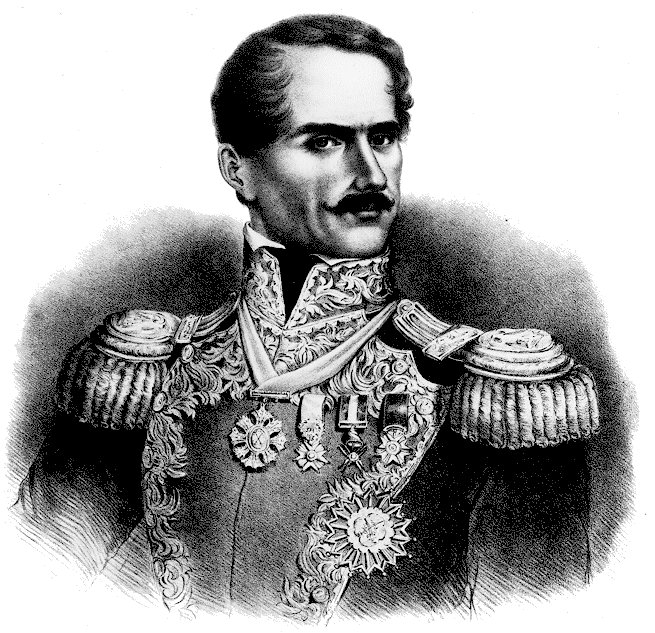
Молоді роки
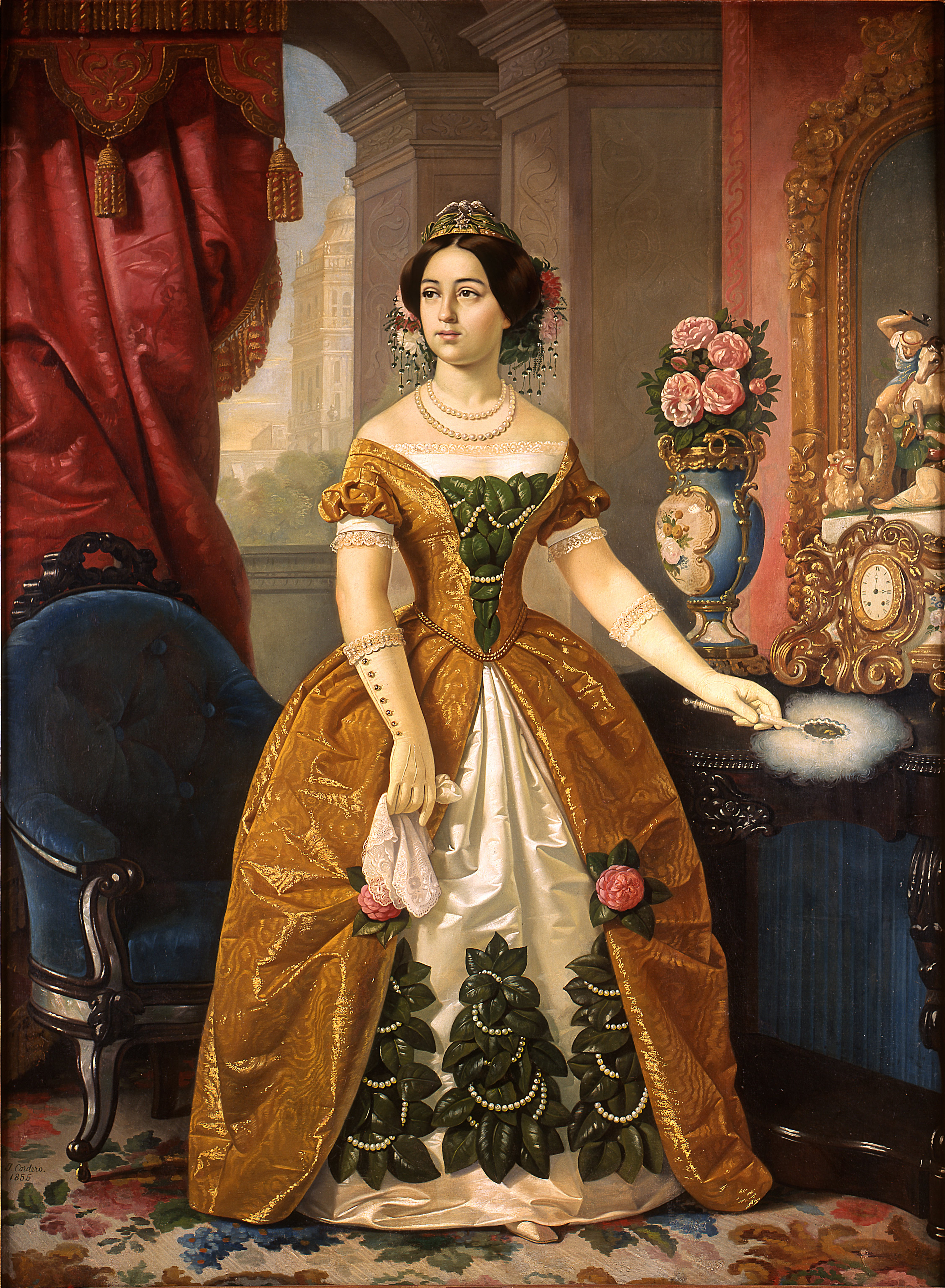
. Портрет Марії Долорес де Тости, другої дружини Санта-Анни.
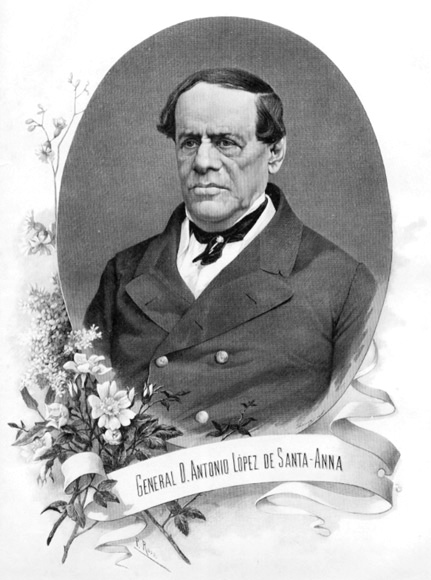
1847 рік

| Попередник                 | Початок терміну | Закінчення терміну | Наступник                   |
| -------------------------- | --------------- | ------------------ | --------------------------- |
| Валентин Гомес Фаріас      | 16 травня 1833  | 3 червня 1833      | Валентин Гомес Фаріас       |
| Валентин Гомес Фаріас      | 18 червня 1833  | 5 липня 1833       | Валентин Гомес Фаріас       |
| Валентин Гомес Фаріас      | 27 жовтня 1833  | 15 грудня 1833     | Валентин Гомес Фаріас       |
| Валентин Гомес Фаріас      | 24 квітня 1834  | 27 січня 1835      | Мігель Барраган             |
| Анастасіо Бустаманте       | 20 березня 1839 | 10 липня 1839      | Ніколас Браво Руеда         |
| Франсиско Хав'єр Ечеверрія | 10 жовтня 1841  | 26 жовтня 1842     | Ніколас Браво Руеда         |
| Ніколас Браво Руеда        | 4 березня 1843  | 4 жовтня 1843      | Валентин Каналісо           |
| Валентин Каналісо          | 4 червня 1844   | 12 вересня 1844    | Хосе Хоакін де Еррера       |
| Валентин Гомес Фаріас      | 21 березня 1847 | 2 квітня 1847      | Педро Марія де Анайя        |
| Педро Марія де Анайя       | 20 травня 1847  | 15 вересня 1847    | Мануель де ла Пенья-і-Пенья |
| Мануель Марія Ломбардіні   | 20 квітня 1853  | 9 серпня 1855      | Мартін Каррера              |

- Молоді роки
- Хуан Кордеро[en]. Портрет Марії Долорес де Тости, другої дружини Санта-Анни.
- 1847 рік